# Satipo (distrito)
Satipo é um distrito do peru, departamento de Junín, localizada na província de Satipo.

## Transporte
O distrito de Satipo é servido pela seguinte rodovia:
- PE-5S, que liga o distrito de Chanchamayo (Região de Junín)à Fronteira Bolívia-Peru (em Puerto Maldonado) - no distrito de Tambopata (Região de Madre de Dios)
- PE-5SB, que liga a cidade ao distrito de Concepción
- PE-5SB, que liga a cidade de Pichanaqui ao distrito de Rio Tambo [2][3][4]